# Le Bois-d'Oingt
Le Bois-d'Oingt är en kommun i departementet Rhône i regionen Auvergne-Rhône-Alpes i östra Frankrike. Kommunen ligger i kantonen Le Bois-d'Oingt som tillhör arrondissementet Villefranche-sur-Saône. År 2018 hade Le Bois-d'Oingt 2 554 invånare.

## Befolkningsutveckling
Antalet invånare i kommunen Le Bois-d'Oingt
| Referens: INSEE |